# Вереття-1 (Псковська область)
Вереття-1 (рос. Веретье-1) — присілок в Великолуцькому районі Псковської області Російської Федерації.
Населення становить 17 осіб. Входить до складу муніципального утворення Переслегинська волость.

## Історія
Від 2014 року входить до складу муніципального утворення Переслегинська волость.

## Населення
| 2001 | 2002 | 2010 |
| ---- | ---- | ---- |
| 18   | ↗22  | ↘17  |